# Сан-Рамон-де-ла-Нуэва-Оран
Сан-Рамон-де-ла-Нуэва-Оран (исп. San Ramón de la Nueva Orán) — город в Аргентине.

## География
Город Сан-Рамон-де-ла-Нуэва-Оран находится на крайнем северо-западе Аргентины, в долине реки Рио-Бермехо, в зоне тропических лесов с характерными обильными осадками. Климат здесь переходный от тропического к субтропическому, с жарким влажным летом и мягкой, тёплой зимой. Западнее и восточнее города протянулись в направлении с севера на юг два горных хребта.
В административном отношении Сан-Рамон-де-ла-Нуэва-Оран является главным городом департамента Оран в аргентинской провинции Сальта. Вместе с лежащими также в долине Рио-Бермехо городами Пичаналь, Эмбаркасьон и Иполито-Иригойен он образует городскую агломерацию с численностью населения более чем в 130 тысяч человек (на 2001 год).

## История и экономика
Первое поселение колонистов появилось на месте нынешнего города в 1625 году, однако затем этот посёлок был заброшен. Новый городок под нынешним названием был выстроен по проекту «шахматной доски» в 1794 году и назван по имени старинного алжирского города. В XIX столетии город расширялся достаточно медленно и в 1871 году был полностью разрушен землетрясением. К 1889 году Сан-Рамон-де-ла-Нуэва-Оран был отстроен и, с населением в 3.500 человек, становится вторым по величине в провинции Сальта и главным городом департамента Оран. В 1915 к Сан-Рамону-де-ла-Нуэва-Оран была подведена железнодорожная линия, что способствовало его дальнейшему развитию.
В настоящее время главную роль в городском хозяйстве играет перерабатывающая промышленность, работающая на аграрном сырье и тропических продуктах из окрестностей, в частности — урожаев табака. Находящийся поблизости национальный парк Бариту привлекает значительное число туристов.